# Dysfunction
Dysfunction es el segundo álbum de la banda de rock estadounidense Staind y el primero lanzado con una discográfica, con Flip/Elektra. Just Go, Mudshovel y Home fueron lanzados como sencillos, estando Mudshovel incluida en el disco anterior de la banda, el "Tormented", aunque con diferente forma. El disco cuenta con una pista oculta "Excess Baggage" incluida después de un largo periodo de silencio al final de "Spleen". Al principio de la canción se escucha a Aaron Lewis, vocalista de la banda, vertiendo un trago, seguramente sin saber que lo estaban grabando.

## Lista de canciones
1. "Suffocate" – 3:16
2. "Just Go" – 4:50
3. "Me" – 4:36
4. "Raw" – 4:09
5. "Mudshovel" – 4:41
6. "Home" – 4:04
7. "A Flat" – 4:59
8. "Crawl" – 4:29
9. "Spleen" – 21:01
  - Pista oculta "Excess Baggage" comienza a 16:20

Versión avanzada
1. "Bring The Noise" - 3:51
2. "Crawl" - 4:29
3. "Spleen" - 21:01
  - Pista oculta "Excess Baggage" starts at 16:20

## Posición en las listas
| Año  | Lista           | Posición |
| ---- | --------------- | -------- |
| 1999 | Top Heatseekers | 1        |
| 1999 | Billboard 200   | 74       |